# Isodontia laevipes
Isodontia laevipes är en biart som först beskrevs av W. Fox 1897.  Isodontia laevipes ingår i släktet Isodontia och familjen grävsteklar. Inga underarter finns listade i Catalogue of Life.